# Парницьке
Парни́цьке — село в Україні, у Лохвицькій міській громаді Миргородського району Полтавської області. Населення становить 9 осіб. Колишній орган місцевого самоврядування — Свиридівська сільська рада.

## Географія
Село Парницьке знаходиться за 4 км від правого берега річки Сула, на відстані до 2,5 км від сіл Яхники, Степуки, Яшники та Дереківщина. По селу протікає пересихаючий струмок з загатою.

## Історія
12 червня 2020 року, відповідно до розпорядження Кабінету Міністрів України № 721-р «Про визначення адміністративних центрів та затвердження територій територіальних громад Полтавської області», село увійшло до складу Лохвицької міської громади.
19 липня 2020 року, в результаті адміністративно - територіальної реформи та ліквідації Лохвицького району, село увійшло до складу новоутвореного Миргородського району Полтавської області.